# 香山 (北京市)

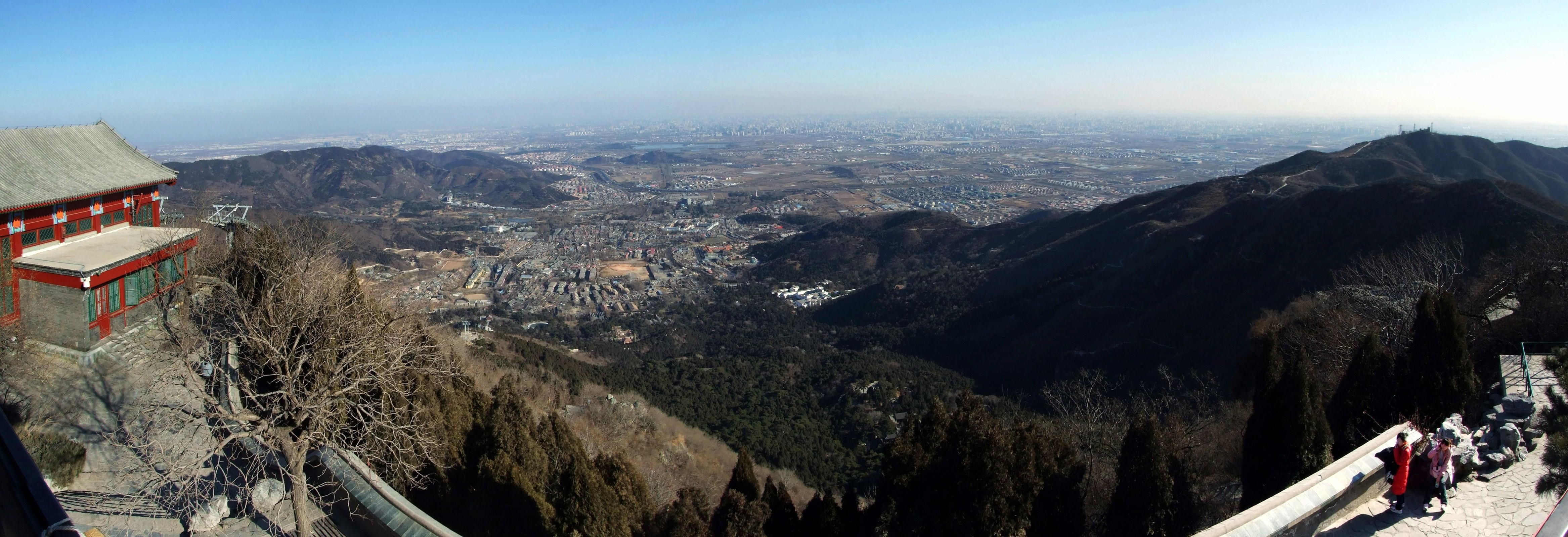
北京香山から北京市を見下ろす。

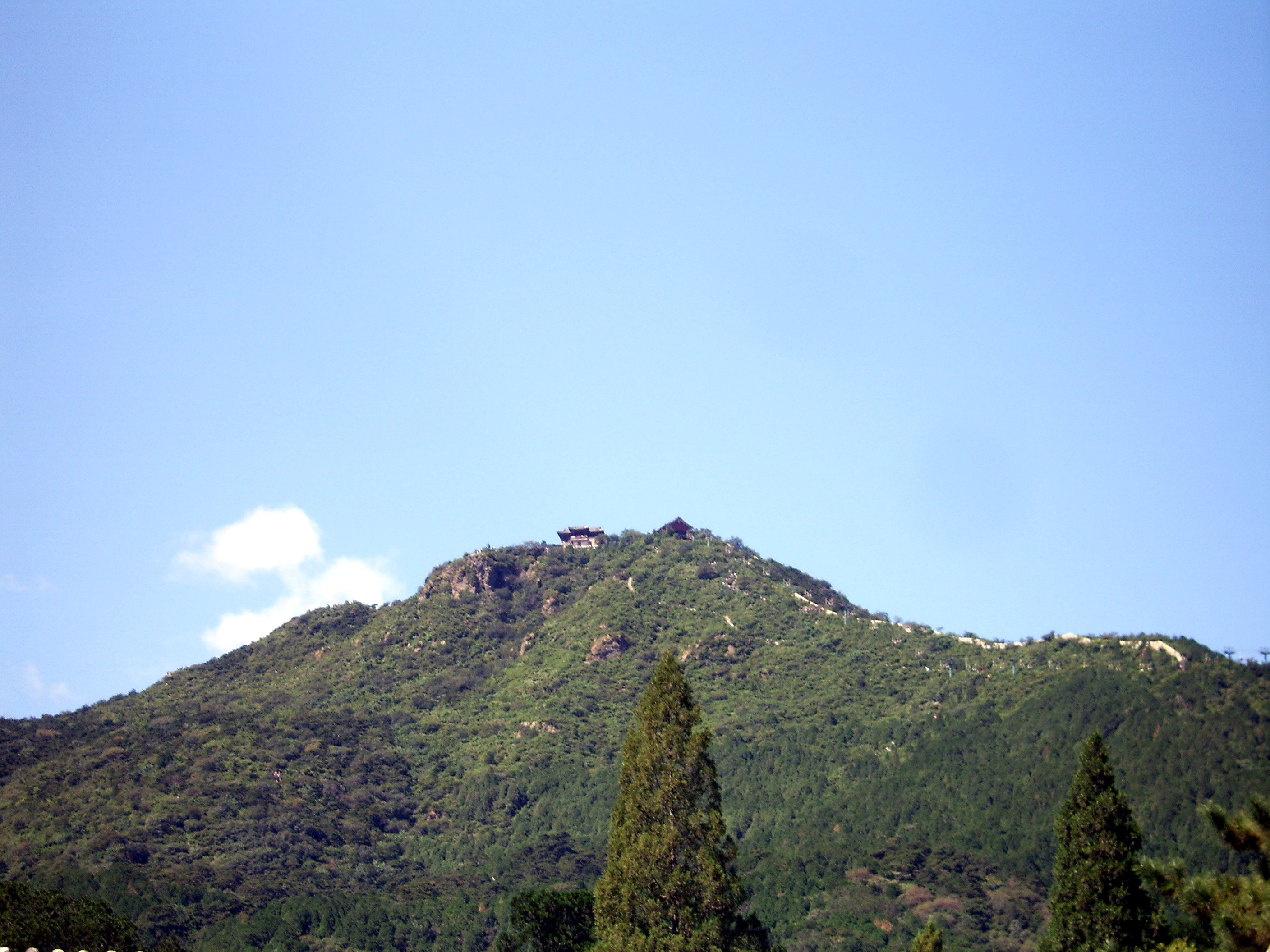
北京香炉峰を遠望する。

香山（こうざん）は北京市の北西にあり、中国北部に広がる太行山脈の支脈、北京西山の一部をなし、面積は2,400余エーカーである。主峰は香炉峰（別名：鬼見愁）で、海抜557メートルである。
北京香山は康熙帝時期に制定された「三山五園」に入っていて、清朝では北西の帝国庭園の重要な景観で、香山二十八景を「西山晴雪」で表している。また香山は、自然の風景と文化的価値の高い中国園林芸術を融合させているといえる。現在、この地域の大部分は香山公園に入っていて、北京植物園や団城演武庁など、多くの庭園や文化的景観がある。この地域の景観は遼代以降に形成され、明・清の寺廟が多い。
小惑星(3481) Xianglupeakは香炉峰にちなんで命名された。
また入口近くには孫文の遺体が一時安置された碧雲寺がある。

## 参照項目
- 香山公園 (北京市)